# 세종특별자치시기
세종특별자치시기는 대한민국 세종특별자치시를 상징하는 기이다. 현재 사용되고 있는 기는 2013년 4월 10일에 제정되었다.

## 디자인
하얀색 바탕 가운데에 세종특별자치시의 공식 로고가 그려져 있고 로고 하단에 "세종특별자치시"라는 회색 글자가 쓰여져 있다. 현재 사용되고 있는 세종특별자치시의 공식 로고는 세종특별자치시의 한글 자음 ㅅ자, 한옥의 기와와 하늘을 향한 처마선, 대한민국의 국기인 태극기에 그려진 4괘(건곤감리)를 모티브로 한 디자인이다. 로고에 사용된 하늘색, 파란색은 세종특별자치시가 가진 스마트 시티, 미래 지향적인 도시 이미지를 나타낸다.
ㅅ자 모양은 세종특별자치시가 대한민국 최초의 한글 도시임을 나타내고 기와는 최적의 환경 인프라를 기반으로 하는 행복한 생활 도시, 대한민국의 행복한 내일을 설계하는 행정중심복합도시 비전을 나타낸다. 4괘 문양은 대한민국을 대표하는 도시, 조화·생성·발전을 상징하는 4괘와 같이 대한민국의 균형 발전을 이끌어 나가는 세종특별자치시의 역할을, 처마선은 세계에 모범이 될 미래 지향적인 도시 이미지를 나타낸다.

### 색상
| 색상    | 하양        | 하늘 (세종 하늘색, Sejong City Sky blue) | 파랑 (세종 물빛색, Sejong City Blue) | 회색 (세종 진회색, Sejong City Gray) |
| ------- | ----------- | ---------------------------------------- | ------------------------------------ | ------------------------------------ |
| CMYK    | 0–0–0–0     | 100–19–0–22                              | 92–58–0–40                           | 16–3–0–76                            |
| RGB     | 255–255–255 | 0–160–198                                | 12–65–154                            | 51–59–61                             |
| 웹 색상 | #FFFFFF     | #00A0C6                                  | #0C419A                              | #333B3D                              |

## 같이 보기
- 세종특별자치시의 상징

## 참고자료
- 자치법규정보시스템 - 세종특별자치시 상징물 제정 및 관리 조례